# Soma Takahito
Takahito Soma (sinh ngày 10 tháng 12 năm 1981) là một cầu thủ bóng đá người Nhật Bản.

## Sự nghiệp câu lạc bộ
Takahito Soma đã từng chơi cho Tokyo Verdy, Urawa Reds, Marítimo, Energie Cottbus và Vissel Kobe.